# Klimsenkapelle

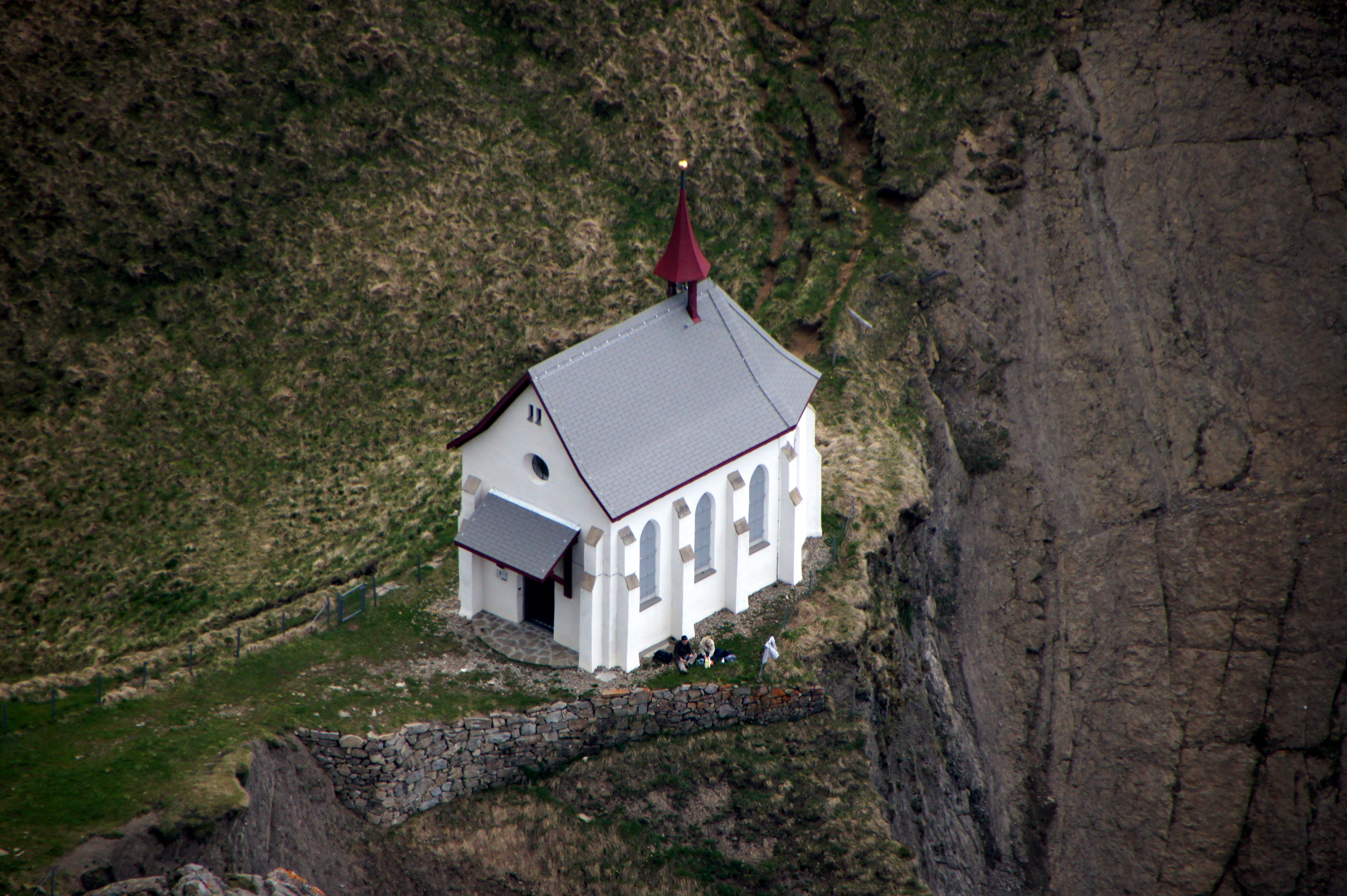
Klimsenkapelle

Die Klimsenkapelle befindet sich am Sattel des Klimsen südlich des Klimsenhorns im Pilatus-Massiv auf 1864 m ü. M. Das neugotische Gebäude wurde 1861 eingeweiht und gehörte ursprünglich zum Hotel Klimsenhorn, das 1967 abgetragen wurde. Es steht seit 2002 unter Denkmalschutz. Alternativnamen sind Klimsenhornkapelle und Kapelle Klimsenhorn.

## Geschichte

Ansicht von Hotel und Kapelle von um 1897–1904

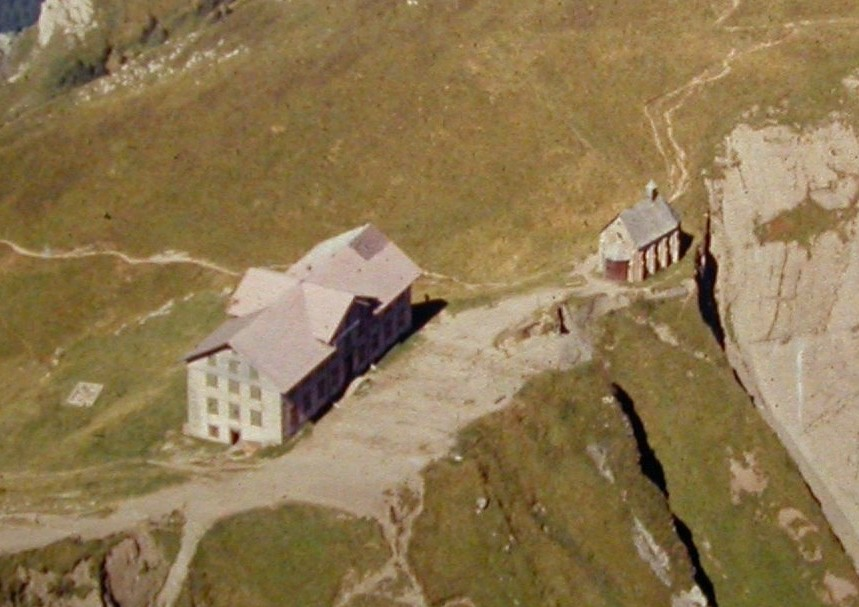
Hotel und Kapelle im Jahr 1966

Der Hergiswiler Unternehmer Kaspar Blättler erbaute von 1856 bis 1860 das Hotel Klimsenhorn beim Sattel des Klimsen. Zur Anlage gehörte auch eine architektonisch eigenständige neugotische Kapelle, die 1861 als Verklärung Christi auf dem Berg Tabor eingeweiht wurde. Prominente Besucher waren unter anderem Richard Wagner und Königin Viktoria. Nach der Schliessung und dem Abbruch des Hotels 1967 blieb das Kapellengebäude zwar bestehen, wurde aber nur noch als Unterstand für Bergsteiger genutzt. Nachdem sich der Schweizer Denkmalpfleger Alois Hediger für den Erhalt eingesetzt hatte, wurde ab dem Sommer 1974 mit der Restaurierung begonnen, die nach einem Jahr abgeschlossen war. Die Einsegnung fand am 7. September 1975 statt, seitdem widmet sich die Stiftung Kapelle Klimsenhorn dem Erhalt. Im September 2002 beschloss der Regierungsrat Nidwalden die Aufnahme in das Denkmalverzeichnis. Eine neuerliche Sanierung fand 2003 statt, und am 8. August 2004 segnete Abt Berchtold Müller die Kapelle neu ein.

## Lage und Architektur
Die neugotische Kapelle mit Stützpfeilern und Dachreiter erinnert an Chorhäuser gotischer Bettelordenskirchen. Eine Stützmauer aus Bruchsteinen schliesst den Vorplatz ab. Aufgrund ihrer exponierten Lage ist sie extremen klimatischen Verhältnissen ausgesetzt, wie Sturmböen, hohen Niederschlagsmengen und einer mittleren Jahrestemperatur von 0,9 °C.